# Dicranomyia (Dicranomyia) sanctaehelenae
Dicranomyia (Dicranomyia) sanctaehelenae is een tweevleugelige uit de familie steltmuggen (Limoniidae). De soort komt voor in het Afrotropisch gebied.